# タウンマネージメント機関
タウンマネージメント機関（Town Management Organization, TMO）は、中心市街地における商業まちづくりをマネージメント（運営・管理）する機関をいう。
様々な主体が参加するまちの運営を横断的・総合的に調整し、プロデュースするのが役割である。具体的には、下記の法律によって定められたまちづくり機関を指す。
1998年（平成10年）の「中心市街地における市街地の整備改善及び商業等の活性化の一体的推進に関する法律（略称：中心市街地活性化法）」における中心市街地活性化策の目玉として導入された。TMO構想を作成し、この構想について適当である旨の市町村の認定を受けたものを認定構想推進事業者、いわゆるタウンマネージメント機関としている。なお、この場合「マネージメント」と長音表記が正式な表記である。
TMOになることが出来るのは、商工会議所、商工会、第三セクター機関等とされた。

## 評価
日本においてTMOが導入された根拠法である「中心市街地活性化法」は見直しの結果、2006年6月に新法に衣替えされた。その背景としては、TMOによる中心市街地活性化策について事業の実施体制、実施状況、効果測定の点において不十分であり、効果が上がっていると測定されたケースも少数であったことが指摘されている。

### 機能していない理由
TMOが十分に機能しなかった理由として、以下の点が指摘されている。
1. 大型店、他の商業地との激しい競争など、商業を取り巻く環境は厳しく、衰退に抗しがたかった。
2. TMOには利害関係者の合意形成など高度な能力が求められるが、マネジメント能力を有する人材が乏しかった。
3. TMOにおいて自主的な収益事業を行う等の財源を持たず、市町村行政の商業活性化事業を下請する機関となってしまった。
4. 事業実施に際しての合意形成に手間取り、事業実施が滞りがちであった。
5. TMOの受け皿が商工会議所や第三セクターなど、行政寄りの機関であり、地権者や商店街関係者など「民」の献身的な協力が得られなかった。
6. TMOがすばやく意思決定できなかった。
7. 構想に盛り込まれた活性化策の大半は従来の対策の焼き直しであり、市街地を再生させる力を持つものではなかった。

## TMOの事例
2005年1月15日の時点で、認定地区は355、認定計画は195である。
- 長野県茅野市 茅野TMO（茅野商工会議所）
- 長野県
- 滋賀県 彦根商工会議所内